# Gipcy
Gipcy is een gemeente in het Franse departement Allier (regio Auvergne-Rhône-Alpes) en telt 220 inwoners (2004). De plaats maakt deel uit van het arrondissement Moulins.

## Geografie
De oppervlakte van Gipcy bedraagt 27,3 km², de bevolkingsdichtheid is 8,1 inwoners per km². De inwoners van Gipcy worden "Gipcycrois" (mannelijk) of "Gipcycroises" (vrouwelijk) genoemd.
De onderstaande kaart toont de ligging van Gipcy met de belangrijkste infrastructuur en aangrenzende gemeenten.

## Demografie
Onderstaande figuur toont het verloop van het inwonertal (bron: INSEE-tellingen).
Vanwege een beveiligingsprobleem met de MediaWiki Graph-software is het momenteel niet mogelijk deze grafiek weer te geven. Zodra de software is bijgewerkt zal de grafiek vanzelf weer zichtbaar worden.